# Hydriomena sanfilensis
Hydriomena sanfilensis is een vlinder uit de familie spanners (Geometridae). De wetenschappelijke naam is voor het eerst geldig gepubliceerd in 1915 door Stauder.
De soort komt voor in Europa.